# Ausejo
Ausejo tỉnh và cộng đồng tự trị La Rioja, phía bắc Tây Ban Nha. Đô thị này có diện tích là 56,58 ki-lô-mét vuông, dân số năm 2009 là 1110 người với mật độ 19,62 người/km². Đô thị này có cự ly 29 km so với Logroño.